# Rhacocleis ferdinandi
Rhacocleis ferdinandi is een rechtvleugelig insect uit de familie sabelsprinkhanen (Tettigoniidae). De wetenschappelijke naam van deze soort is voor het eerst geldig gepubliceerd in 1987 door Willemse & Tilmans.